# Ясковичи
Ясковичи (бел. Яскавічы) — деревня в Солигорском районе Минской области. Входит в состав Долговского сельсовета. Население 376 человек (2009).
До 30 октября 2009 года деревня была центром Ясковичского сельсовета.

## Археология
Около деревни Ясковичи найдены остатки пост-зарубинецкого поселения позднеримской эпохи. Постройка III века с двумя очагами и местом складирования и первичной обработки болотной железной руды. Были обнаружены детали костюма и украшений конца II—IV веков нашей эры с выемчатыми эмалями, серебряная монета римского императора Коммода (правил в 177—192 годах). Селище в Ясковичах могло погибнуть между 400 и 460 годами. Форма, орнаментация, способы обработки глиняной посуды и характерные пряслица позволяют отнести памятник к киевской культурно-исторической общности. Также в Ясковичах найдены фрагменты глиняных горшков наиболее раннего этапа пражской культуры, которую отождествляют со славянами эпохи Великого переселения народов. Окончание поясного ремня, топоровидная подвеска, пинцет, рамка от пряжки и фрагмент арбалетовидной фибулы свидетельствует о контактах с вельбарской и черняховской культурами.